# أبقراطياوات
الأبقراطياوات (الاسم العلمي: Hippocrateoideae) هي أسرة من النباتات تتبع الفصيلة الحرابية من رتبة الحرابيات.

## أجناس
- الأبقراطية (الاسم العلمي:Hippocratea)